# Pau Marc Muñoz i Torres
Pau Marc Muñoz i Torres (Barcelona, 3 de juliol del 1975) és un nedador i bioinformàtic català, establert a Terrassa, ciutat del seu club de natació.
Amb una discapacitat física (paràlisi cerebral), està classificat a la categoria S4 en l'esport paralímpic. Participà en els Jocs Paralímpics d'estiu de Barcelona 1992, on guanyà dues medalles (una de plata i una de bronze), i als Jocs Paralímpics d'estiu d'Atlanta 1996 on quedà 8è en les finals de 50 i 100 m. lliures i 50 esquena.
En els anys 2012 i 2013 va ser ajudant de recerca a l'Institut de Biotecnologia i Biomedicina de la Universitat Autònoma de Barcelona (UAB), en un projecte de recerca coordinat per Xavier Daura, i en cooperació amb les Università degli Studi di Milano, University of Exeter i UAB, el Consiglio Nazionale delle Ricerche i la "Fondazione Centro San Raffaele del Monte Tabor". Es llicencià en Biologia a la Universitat de Barcelona i es doctorà a la UAB amb una tesi sobre biomatemàtica, bioinformàtica i biologia computacional. També obtingué dos màsters, un sobre Estructura i funció de les proteïnes (a la UAB), i un altre sobre Bioinformàtica per a les Ciències de la Salut, a la Universitat Pompeu Fabra.

## Publicacions
- Codina-Busqueta, Eva; Muñoz-Torres, Pau Marc; Jaraquemada, Dolores;(i altres) «TCR bias of in vivo expanded T cells in pancreatic islets and spleen at the onset in human type 1 diabetes». Journal of Immunology, núm. 186 (6), 15-03-2011, pàg. 3787-97.
- Muixí, L.; Gay, M.; Muñoz-Torres, P. M.; (i altres) «The peptide-binding motif of HLA-DR8 shares important structural features with other type 1 diabetes-associated alleles». Genes and Inmortality, 12-10-2011.